# Любимов, Дмитрий Николаевич
Дми́трий Никола́евич Люби́мов (23 февраля 1864 — 27 сентября 1942) — русский государственный деятель, виленский губернатор, сенатор, гофмейстер.

## Биография
Сын профессора Московского университета Николая Алексеевича Любимова.
Окончил Катковский лицей (1883) и Санкт-Петербургский университет со степенью кандидата прав (1887). По окончании университета поступил на службу в Министерство государственных имуществ.
В 1896 году был назначен помощником статс-секретаря Государственного совета. На этом посту написал очерк истории Государственного совета, который был поднесён Николаю II. Царь остался доволен и пожаловал Любимову звание камергера Высочайшего двора со словами: «Поздравляю вас, вы, как Пушкин, получили придворное звание за литературные труды». Консультировал И. Е. Репина при написании картины «Торжественное заседание Государственного совета 7 мая 1901 года» и был изображён на ней на втором плане.
В 1902 назначен начальником канцелярии министра внутренних дел. В 1906—1912 годах занимал пост Виленского губернатора. Продолжал оставаться причисленным к Государственной канцелярии.
Чины: камергер (1901), действительный статский советник (1906), гофмейстер (1912).
В 1912 году был назначен директором департамента государственных имуществ Главного управления землеустройства и земледелия, а 1 мая 1913 — товарищем главноуправляющего канцелярией Его Императорского Величества по принятию прошений. Был членом комитета по землеустроительным делам. 28 декабря 1914 года был назначен помощником Варшавского генерал-губернатора по гражданской части, а 29 декабря — сенатором с оставлением в занимаемой должности.
Кроме того, состоял почетным мировым судьей Виленского городского округа и Виленского уезда. Собрал коллекцию автографов и портретов писателей, ученых и государственный деятелей, которая хранится в Пушкинском доме в Санкт-Петербурге.
9 Января 1914 года, Гофмейстер Двора Его Императорского Величества Дмитрий Николаев Любимов, с сыновьями его: Львом и Николаем, по полученному им, 1 Января 1906 года, чину Действительного Статского Советника, признан в потомственном Дворянстве.
После революции эмигрировал. С 1919 года в Польше, был председателем Русского комитета в Варшаве. Вскоре переехал в Берлин, а затем обосновался в Париже.
В 1926 году был делегатом Российского Зарубежного съезда в Париже. Участвовал в работе национальных организаций. Был членом Союза объединённых монархистов во Франции, выступал с докладами на заседаниях Русской монархической партии, в Обществе бывших студентов Санкт-Петербургского университета и в Русском очаге.
Скончался в 1942 году в Париже. Похоронен на кладбище Сент-Женевьев-де-Буа.

## Семья
Был женат на сестре экономиста М. И. Туган-Барановского Людмиле Ивановне Туган-Барановской (1879—1960). В годы Первой мировой войны Людмила Ивановна была сестрой милосердия, возглавляла санитарный поезд и стала полным Георгиевским кавалером. В 1934 году стала учредителем и председателем Русского комитета помощи, содержавшего бесплатную и дешёвую столовые для эмигрантов, а также общежитие для стариков. В 1943 году, при поддержке Управления по делам русской эмиграции, способствовала открытию Дома для престарелых в парижском пригороде Гаренн-Коломб. Входила в Координационный комитет Объединения благотворительных и гуманитарных организаций, состояла почетным председателем Союза для защиты чистоты русского языка (1956). Их дети:
- Лев (1902—1976), журналист и искусствовед, масон. В 1947 году вернулся в СССР. Автор воспоминаний «На чужбине» (1963).
- Николай (р. 1905)

## В литературе
Рассказ А. И. Куприна «Тень Наполеона» ведётся от лица Д. Н. Любимова. Любимов рассказывает о том, как в 1912 году к 100-летию Бородинского сражения вёлся поиск «древних старожилов, которые имели случай видеть Наполеона». «Старожил» был найден в г. Сморгонь Виленской губернии, губернатором которой в то время был Д. Н. Любимов. Также является главным героем другого рассказа этого автора - «Встреча», где он обозначен как «сенатор Л.».

## Награды
- Орден Святого Станислава 2-й ст. (1892);
- Орден Святой Анны 2-й ст. (1896);
- Орден Святого Владимира 4-й ст. (1898);
- Орден Святого Владимира 3-й ст. (1909);
- Орден Святого Станислава 1-й ст. (1911).
- Медаль «В память царствования императора Александра III»;
- Медаль «В память коронации Императора Николая II»;
- Медаль Красного Креста «В память русско-японской войны 1904—1905 гг.»;
- Медаль «В память 100-летия Отечественной войны 1812 г.»;
- Медаль «В память 300-летия царствования дома Романовых»;
- Знак отличия «за труды по землеустройству».

## Сочинения
- Любимов Д. Н. Русское смутное время. 1902–1906. По воспоминаниям, личным заметкам и документам. — М.: Кучково поле, 2018.